# Castel Badia
Castel Badia (in tedesco: Sonnenburg) è un castello che si trova a San Lorenzo di Sebato, nei pressi di Brunico, in Provincia di Bolzano.

## Storia
È una costruzione molto antica, risalente al X secolo d.C., voluta dal conte Otwin von Lurngau (in Carinzia). Sotto di lui, intorno all'anno 1000, il castello era sede del Gau della Val Pusteria e della Lurngau, che amministrava la giustizia. Da qui deriverebbe il suo nome tedesco Sonnenburg: non dunque da Sonne (cioè Sole), ma da un termine dell'antico tedesco, Siona, il cui significato è, in senso traslato, giudizio (si confronti il termine del tedesco attuale Sühne, che significa sia castigo che riconciliazione).
Volkhold von Lurngau trasformò nel 1020 il castello in un monastero e lo donò alle suore benedettine. A quell'epoca risale la costruzione di una cappella di cui si conservano ancora tracce. Nel 1090 il vescovo Altwin di Bressanone consacrò la chiesa abbaziale.
Una delle figure più note legate al castello è quella di Verena von Stuben, badessa del luogo a metà del Quattrocento, che aiutata dal duca tirolese Sigismondo d'Austria, ebbe a scontrarsi duramente con il vescovo di Bressanone, Nicola Cusano. Tanto duramente che, quando questi la depose, le sue consorelle, per difenderla, assoldarono un esercito. Si susseguirono duri scontri (il vescovo riparò addirittura per un breve periodo in Carnia) da cui però il piccolo esercito delle suore uscì distrutto. Il castello fu alla fine preso e saccheggiato e gran parte degli occupanti morirono.
Nel 1598 la badia fu semidistrutta da un incendio, in seguito al quale fu profondamente trasformata. È sostanzialmente ad allora che risale la forma attualmente visibile.
Nel 1785 il monastero fu soppresso, e il castello andò lentamente in rovina. Solo alcune parti della costruzione, della chiesa del convento e delle mura si sono salvate.
Quanto ha resistito è stato adibito nel corso degli anni a diversi utilizzi, finché - nel 1974 - è stato restaurato per divenire un albergo.
Dal 2011 un tunnel stradale passa sotto il colle Amtmann (Amtmannbühel) dove poggia il castello. Questa galleria evita una pericolosa curva della vecchia strada statale e migliora l'accesso alla val Badia, ma la sua costruzione (soprattutto le inevitabili esplosioni) ha messo in pericolo alcuni affreschi dell'antica cripta.